# Falsa identidad (telenovela)
Falsa identidad es una telenovela estadounidense producida por Telemundo Global Studios y Argos Comunicación para Telemundo. Está escrita por Perla Farías y Sergio Mendoza. Se estrenó por Telemundo el 11 de septiembre de 2018 en sustitución de la tercera temporada de Sin senos sí hay paraíso, y finalizó el 25 de enero de 2021 siendo reemplazada por Buscando a Frida, teniendo así un cierre definitivo.
El 22 de enero de 2019, durante la presentación de NATPE 2019, la telenovela se renovó para una segunda temporada, cuyo estreno está previsto para el 22 de septiembre de 2020.
Está protagonizada por Luis Ernesto Franco y Camila Sodi como personajes titulares.

## Trama

### Primera temporada
Diego Hidalgo (Luis Ernesto Franco) e Isabel Fernández (Camila Sodi) son dos personas con mundos completamente diferentes que se entrecruzan al aceptar llevar la falsa identidad de un feliz matrimonio para huir de aquellos enemigos que no perdonan.
Desde la muerte del padre de Diego, su hermano Eliseo (Manuel Balbi), el presidente municipal de Álamos, prometió a su difunto padre cuidar y velar por su hermano, situación que lleva a Eliseo a protegerlo cuando se descubre que Diego es parte de una banda de criminales que roba combustible al estado y vendiéndolo al capo más respetado de Sonora, Gavino Gaona (Sergio Goyri). Cuando este se entera de que Diego, siendo novio de su hija Circe (Samadhi Zendejas) termina convirtiéndose en amante de su esposa Silvia (Carla Giraldo), enloquece de furia y le pone precio a su cabeza, obligando a sus hombres deshacer su entorno y llevarlo a su rancho, sea vivo o muerto.
Por otra parte, Isabel es una inocente ama de casa, madre de Ricardo (Checo Perezcuadra) y Amanda (Barbie Casillas). Siendo apenas una adolescente de 15 años, se casó con Porfirio Corona (Marcus Ornellas) un cantante de música norteña que fracasó en su carrera y solía ser un hombre íntegro, pero con el tiempo, de esa personalidad noble y sensible, pasó a ser un completo machista. Isabel siempre fue criada con la idea de ser una madre y esposa ejemplar, lo que la lleva a dejar pasar los abusos provocados por Corona. Cuando este la manda al hospital y le informan que ha perdido a su bebé por las repetidas agresiones físicas propiciadas por Corona, Isabel llega a su límite y, harta de los abusos de su marido, decide pedirle ayuda a Zoraida (Rebeca Manríquez) la ama de llaves de la casa de Eliseo. Así, Isabel y sus hijos empacan sus cosas y escapan a la casa del Presidente Municipal. Corona, protegido por su padre, el comandante de la policía, Mateo Corona (Eduardo Yáñez), lo mal aconseja para que demande a Isabel por abandono de hogar.
Eliseo, dispuesto a proteger a capa y espada a su hermano Diego, cuando se encuentra con Isabel y sus hijos y sabiendo que una pareja americana ha fallecido recientemente cerca de la frontera, urde el plan de que Diego e Isabel suplan las identidades de esta pareja fingiendo que son un matrimonio. Para completar la farsa ambos aceptan hacer pasar a Ricardo como hijo de ambos, y pasar de llamarse Diego Hidalgo, Isabel Fernández y Ricardo Corona a Emiliano, Camila y Max Guevara respectivamente. Con esta mentira, Eliseo se deshace de los documentos oficiales de Diego e Isabel para declarar a los medios que su hermano murió en una abatida.
Con las legales identidades, Isabel, Diego y Ricardo cruzan a los Estados Unidos y se resguardan en un hotel cerca de la frontera, pero sus enemigos no se detendrán hasta encontrarlos y hacerlos pagar por la traición y el abandono. Gavino logra dar con su paradero y manda a sus hombres a perseguirlos, lo que obliga a estos dos desconocidos a trasladarse a la Ciudad de México, protegerse y ayudarse el uno al otro mientras descubren una flamante química que nunca habían sentido y darse cuenta de que las apariencias siempre engañan.

## Reparto
Para la segunda temporada, se publicó el 10 de agosto de 2020 a través de la página web de NBCUniversal Media Village, una lista en donde se confirma tanto miembros del reparto original, como nuevos actores que se integran por primera vez.

### Reparto principal
- Luis Ernesto Franco como Diego Hidalgo Virrueta / Emiliano Guevara / Oliver Dunn
- Camila Sodi como Isabel Fernández de Corona / Camila de Guevara / Lisa Dunn
- Sergio Goyri como Gavino Gaona (temporada 1)
- Samadhi Zendejas como Circe Gaona Flores «La Mami Chula»
- Eduardo Yáñez como Mateo Corona[10]
- Sonya Smith como Fernanda Virrueta López
- Alejandro Camacho como Augusto Orozco Quiroz (temporada 1)
- Dulce María como Victoria Lamas #1 (temporada 2)[11]
- Azela Robinson como Ramona Flores (recurrente, temporada 1; principal, temporada 2)[12]
- Alexa Martín como Victoria Lamas #2 / Valentina Acosta (temporada 2)[13]

### Reparto recurrente
- Uriel del Toro como José «Joselito» Hernández Esparza / Jaime «Jaimito» Hernández Esparza
- Álvaro Guerrero como Ignacio Salas
- Geraldine Bazán como Marlene Gutiérrez (temporada 1)
- Gabriela Roel como Felipa Pérez
- Marcus Ornellas como Porfirio Corona (temporada 1)
- Gimena Gómez como Nuria
- Pepe Gámez como Deivid
- Vanesa Restrepo como Paloma Luján (temporada 1)
- Claudia Zepeda como Diana Gutiérrez
- Toño Valdés como Jesús «Chucho» Castellanos
- Carla Giraldo como Silvia (temporada 1)
- Juliette Pardau como Gabriela «Gaby» #1 (temporada 1)
- Martijn Kuiper como Jim (temporada 1)
- Rebeca Manríquez como Zoraida
- Pedro Hernández como Piochas (temporada 1)
- Alejandra Zaid como Lourdes Almaraz (temporada 1)
- Hugo Catalán como Erick (temporada 1)
- Fernando Memije como Ramiro (temporada 1)
- Carlos Tavera como El Topo (temporada 1)
- Eduardo Garzón como El Pelos (temporada 1)
- Mauricio de Montellano como Brandon (temporada 1)
- Manuel Balbi como Eliseo Hidalgo Virrueta (temporada 1)
- Barbie Casillas como Amanda Corona Fernández / Mary Dunn
- Checo Perezcuadra como Ricardo Corona Fernández «Ricas» / Max Guevara / Jason Dunn
- Juan Carlos Serrano como JJ Ibarra (temporada 1)
- Mariana Junco como Margot Guevara (temporada 1)
- Jorge Almada como Acevedo (temporada 1)
- John Jairo Rodríguez como Marco Ibarra (temporada 1)
- Jesús Castro Ponce como Alberto Sánchez (temporada 1)
- Carlos Girón como Bustamante (temporada 1)
- Jean Paul Leroux como Álex Méndez
- Marco de la O como Claudio Arismendi «El Buitre» (temporada 2)
- Vanessa Acosta como Juliana Hernández Esparza (temporada 2)
- Rubén Sanz como el Padre Rafael (temporada 2)
- David Palacio como El Man (temporada 2)
- Abril Schreiber como Gabriela «Gaby» #2 (temporada 2)
- Pascacio López (temporada 2)
- Ana Jimena Villanueva como Rosa (temporada 2)
- Víctor Olveira como Darwin Herfer (temporada 2)
- Arnoldo Picazzo como Mauricio (temporada 2)
- Latin Lover como El Míster (temporada 2)
- Vicky Araico como Lupe (temporada 2)
- Sebastián Dante como Benito Arismendi «El Cachorro» (temporada 2)
- Miguel Jiménez como Alberto (temporada 2)
- Otto Sirgo como Plácido Arismendi «El Apá» (temporada 2)

## Episodios
| Temporada | Temporada | Episodios | Episodios | Emisión original         | Emisión original    |
| Temporada | Temporada | Episodios | Episodios | Primera emisión          | Última emisión      |
| --------- | --------- | --------- | --------- | ------------------------ | ------------------- |
|           | 1         | 91        | 91        | 11 de septiembre de 2018 | 21 de enero de 2019 |
|           | 2         | 78        | 78        | 22 de septiembre de 2020 | 25 de enero de 2021 |

## Audiencia
| Temporada | Horario (ET/CT)         | Episodios | Primera emisión          | Primera emisión      | Última emisión      | Última emisión       | Promedio de espectadores (millones) |
| Temporada | Horario (ET/CT)         | Episodios | Fecha                    | Audiencia (millones) | Fecha               | Audiencia (millones) | Promedio de espectadores (millones) |
| --------- | ----------------------- | --------- | ------------------------ | -------------------- | ------------------- | -------------------- | ----------------------------------- |
| 1         | lunes a viernes 9pm/8c  | 91        | 11 de septiembre de 2018 | 1.58                 | 21 de enero de 2019 | 1.66                 | 1.32                                |
| 2         | lunes a viernes 10pm/9c | 78        | 22 de septiembre de 2020 | 0.91                 | 25 de enero de 2021 | 1.10                 | 0.83                                |